# 阿尔米罗斯
阿尔米罗斯（希臘語：Αλμυρός）是希腊色萨利大区马格尼西亚专区的市镇。市镇面积为905.4平方公里，2021年人口数量为16,072人。
现今范围的市镇设立于2011年地方政府改革中，由原4个市镇合并而成，原市镇则成为此市镇的4个市区。阿尔米罗斯市区（即原阿尔米罗斯市镇）的面积为473.940平方公里，2021年人口数量为11,192人。

## 人口数据
| 年份 | 同名社区 | 同名市区 | 整个市镇 |
| ---- | -------- | -------- | -------- |
| 1981 | 6,730    | –        | –        |
| 1991 | 8,916    | -        | –        |
| 2001 | 8,243    | 13,198   | –        |
| 2011 | 8,220    | 12,678   | 18,614   |
| 2021 | 7,400    | 11,192   | 16,072   |